# Cambra Oficial de la Propietat Urbana de Reus
L'edifici de la Cambra Oficial de la Propietat Urbana de Reus és una obra del municipi de Reus (Baix Camp) inclosa en l'Inventari del Patrimoni Arquitectònic de Catalunya.

## Descripció
Consta de planta baixa, quatre pisos i un cos central, similar a una torre, rematat per un timpà.
L'estructura de l'edifici és simètrica. Destaquen, en primer lloc, la tribuna del primer pis per les seves dimensions, que li dona un aire de majestuositat. Hi ha cinc finestres, dos de grans i tres de petites, que queden limitades per sis semicolumnes. Tot aquest element sustenta una àmplia terrassa, limitada per una barana de pedra amb pilars i balustres, que té dues grans portes dobles balconeres entre les quals hi ha un parament amb quatre pseudocolumnes.
L'eix de simetria de l'edifici, i a l'altura de la tercera i quarta planta, hi ha un plafó de pedra amb quatre escuts que corresponen a sengles capitals de comarca, de dalt a baix: Reus, Falset, Gandesa i Montblanc. A continuació hi ha una gran mènsula completament aïllada, les dues finestres corresponents a la torre, un rellotge i el timpà. A ambdós costats de la torre hi ha la barana de la terrassa coberta, amb vint balustres a cada costat, que queden limitats per pilastres.
Als laterals del cos central de la tribuna hi ha finestres, una per cada costat. A les plantes restants hi ha dos unitats per a cada lateral. Cadascuna d'aquestes obertures estan emmarcades per muntants i llindes completament lineals. A on correspon la llinda d'aquesta tribuna es pot llegir "Ministerio de la Vivienda. Cámara Oficial de la Propiedad Urbana de Reus", llegenda esgrafiada i emmarcada per unes motllures corbes als laterals.